# Vikram Seth

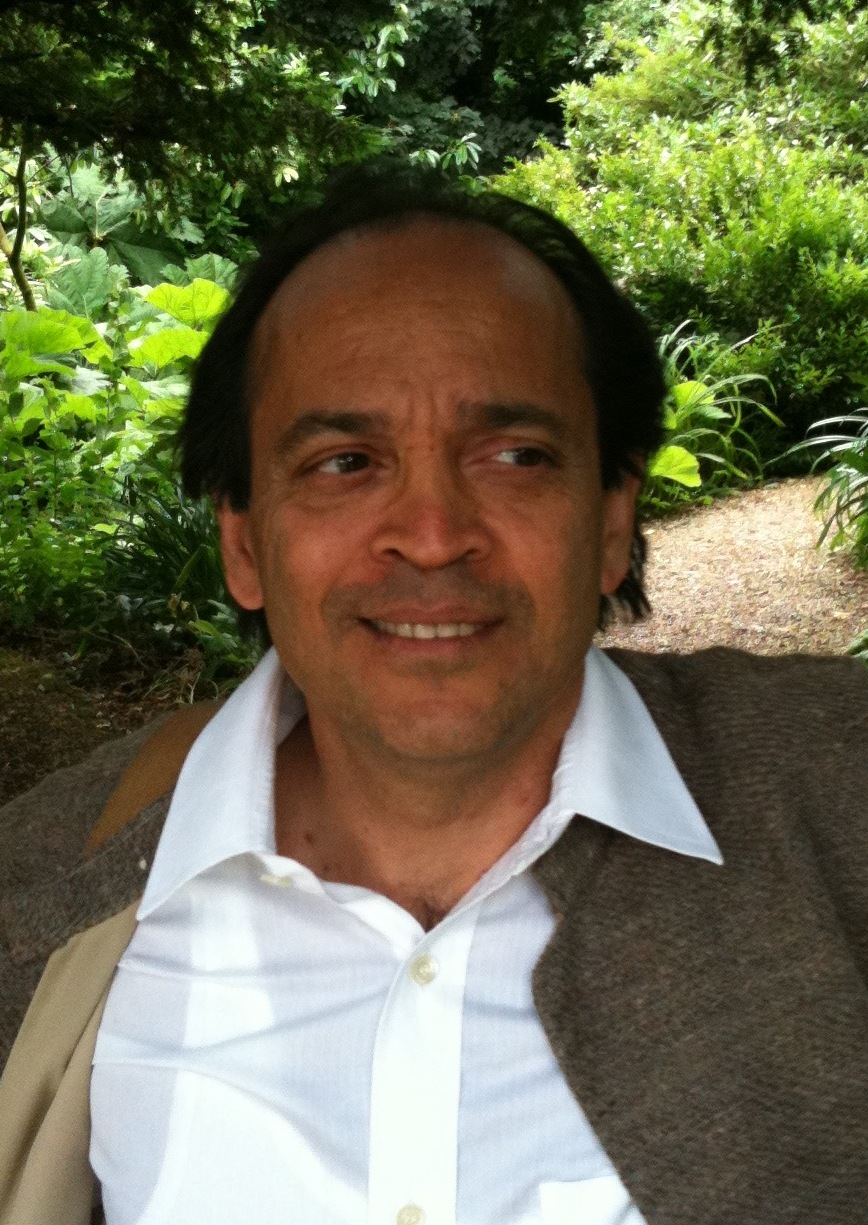
Vikram Seth

Vikram Seth (hindi:विक्रम सेठur. 20 czerwca 1952 roku w Kalkucie) – indyjski pisarz.
Studiował w Oxfordzie i na Stanford University, a w latach 1980-82 na Uniwersytecie w Nankinie w Chinach. Mieszka w Anglii i w Delhi. Opublikował 3 powieści, pięć tomików wierszy. Międzynarodową sławę przyniosła mu powieść A Suitable Boy (1993), o długości 1349 stron, dobrze przyjęta przez krytykę, opowiadająca o Indiach lat 50.
W Polsce wydano w latach 2001–2003 Pretendenta do ręki (A Suitable Boy, w trzech tomach) i Niebiańską muzykę (Equal Music, powieść z 1999 roku).

## Twórczość
- Mappings (1981)
- The Golden Gate: A Novel in Verse (1986)
- All You Who Slep Tonight (1990)
- From Heaven Lake: Travels through Sinkiang and Tibet (1983)
- The Humble Administrator's Garden
- A Suitable Boy (1993) – po pol. Pretendent do ręki
- Equal Music (1999) – po pol. Niebiańska muzyka

## Tłumaczenia
- Three Chinese Poets: Translations of Poems by Wang Wei, Li Bai, and Du Fu (1982)

## Nagrody
- Thomas Cook Travel Book Award

## Odznaczenia
- Order Padma Shri (2007)